# Ferme de la Borde
La ferme de la Borde est une ferme située à Bayel, en France.

## Localisation
La ferme est située sur la commune de Bayel, dans le département français de l'Aube.

## Historique
L'édifice est inscrit au titre des monuments historiques en 1993.